# Cora irene
Cora irene – gatunek ważki z rodziny Polythoridae. Występuje na terenie Ameryki Południowej.